# ユリウス・コルンゴルト
ユリウス・コルンゴルト（ドイツ語: Julius Korngold, 1860年12月24日 - 1945年9月25日）は音楽評論家で、作曲家エーリヒ・ヴォルフガング・コルンゴルトの父親。20世紀初頭のオーストリアウィーンで「新自由新報」におけるエドゥアルト・ハンスリックの後継者として活躍した。オーストリア＝ハンガリー帝国・ブリュン（現在のチェコ・ブルノ）出身のユダヤ系。

## 経歴
当時まだ支持者の少なかったグスタフ・マーラーの交響楽を擁護するなど、進歩的であったが、息子の楽才を見出してからは、言動に身贔屓が目立つようになり、また新ウィーン楽派を攻撃するなど保守化して、自ら威信を失墜させた（後にマーラーに対する評価も変えたと言われる）。「コルンゴルトのピアノ・ソナタを弾こうとしているピアニストに、ある人が尋ねた。『それはいい曲なのですか？』ピアニストは答えた。『いいえ。でも、（弾けば）親父さんが喜びますから』」といったアネクドートが残されている。
息子が、彼の台本（「パウル・ショット」という偽名を用いた）による歌劇《死の都》を完成させる頃までは良好な親子関係が続いたが、後に息子の恋愛と結婚に干渉したため、疎んじられるようになった。だが、ナチス政権発足に前後して息子が渡米すると、それに従い自分もアメリカ合衆国に亡命し、ロサンゼルスで生涯を閉じた。